# Melithaea baladea
Melithaea baladea is een zachte koraalsoort uit de familie Melithaeidae. De koraalsoort komt uit het geslacht Melithaea. Melithaea baladea werd in 1999 voor het eerst wetenschappelijk beschreven door Grasshoff. 